# Жежељев мост
Мост братства и јединства (познатији као Жежељев мост) је био железничко-друмски лучни мост на Дунаву. Повезивао је Нови Сад и Петроварадин и био део међународне пруге Београд–Будимпешта. Укупна дужина му је била 466,45 метара. Саграђен је 1961. године, а срушен у НАТО бомбардовању Југославије 1999. године. На његовом месту, 2018. године је завршена градња новог моста.

## Историја
Мост је био укупне дужине 466,45 метара и грађен је од 1957. до 1961. године, као јединствен пример градње уз коришћење преднапрегнутог бетона. У првој фази су изграђени лукови, а затим је изграђен коловоз који је „висио“ на челичним сајлама закаченим за лукове моста. Пројекат за мост је израдио југословенски грађевински инжењер Бранко Жежељ.
Лукови моста постали су једна од визура Новог Сада. Преко њега је ишла међународна пруга, као и транзитни пут кроз Нови Сад. Његовим рушењем 1999. године за кратко су пресечени ови путеви.
У НАТО бомбардовању Југославије 1999. године, мост је гађан 12 пута. 23. априла 1999. године са више директних погодака, мост је коначно срушен. Тада је пресечен железнички саобраћај између Суботице и Београда. Привремени друмско-железнички мост поред Жежељевог моста, изграђен 2000. године, замењивао је недостатак Жежељевог моста. Током бомбардовања, Нови Сад је остао без сва три велика моста преко Дунава (Мост Слободе, Варадински мост и Жежељев мост).

## Занимљивости
На отварању моста 1961. године, због изражених сумњи у безбедност моста, инжењер моста Бранко Жежељ се приликом пробе која се састојала од преласка најтежег теретног воза преко моста возио чамцем испод моста како би свима показао како верује у своје дело.
Након што је мост срушен у НАТО бомбардовању 1999. године, поштанска марка издата 1999. године у серији „Последице НАТО бомбардовања“ приказује оштећени Жежељев мост.